# Wendell og Wild
Wendell og Wild er en amerikansk stop motion-film fra 2022. Filmen er instruret af Henry Selick. I filmen er Jordan Peele og Keegan-Michael Key hovedpersoner.